# 徳田修一

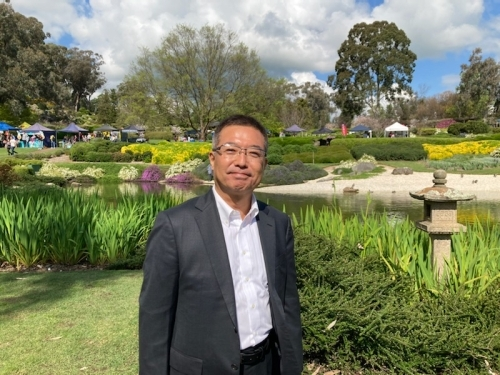
在シドニー日本国総領事館ウェブページより（令和4年10月）

徳田 修一（とくだ しゅういち　1967年〈昭和42年〉4月12日 - ）は、日本の外交官。
土佐高等学校卒業、東京大学法学部第二類卒業（平成2年3月）
室戸市吉良川町生まれ、高知県出身。  

## 略歴
- 平成2年4月　外務省入省
- オックスフォード大学、モスクワ国立国際関係大学にて在外研修[3]
- 平成15年7月　在英国日本国大使館 一等書記官[3]
- 平成17年7月　在ロシア日本国大使館 一等書記官
- 平成19年1月　在ロシア日本国大使館 参事官
- 平成20年1月　総合外交政策局総務課 首席事務官
- 平成21年7月　総合外交政策局総務課政策企画室企画官
- 平成22年1月　総合外交政策局総務課外交政策調整官
- 平成23年4月　総合外交政策局総務課主任外交政策調整官
- 平成23年8月　国際協力局国別開発協力第二課長
- 平成25年6月　国際協力局開発協力総括課長
- 平成27年6月　欧州局ロシア課長
- 平成29年1月　財務省大臣官房参事官（国際局開発金融担当）[3]
- 平成30年8月　在ロシア日本国大使館 公使（政務担当）[3]
- 令和2年7月　大臣官房参事官兼欧州局
- 令和2年8月　大臣官房参事官兼欧州局（大使）
- 令和3年1月　大臣官房参事官兼欧州局（大使）、総合外交政策局
- 令和3年2月　大臣官房参事官兼欧州局（大使）
- 令和3年8月　大臣官房審議官兼欧州局（大使）
- 令和4年8月　在シドニー日本国総領事館 総領事
- 令和6年7月　在ロシア日本国大使館 公使[4]

## 同期
- 麻妻信一（24年ナミビア大使）
- 新居雄介（24年イスラエル大使・22年国際情報統括官・21年国際情報統括官付兼総合外交政策局審議官）
- 伊従誠（23年シアトル総領事）
- 岩本桂一（24年領事局長）
- 遠藤和也（24年フィリピン大使・22年国際協力局長・21年総合外交政策局兼領事局審議官）
- 大隅洋（23年サンフランシスコ総領事）
- 貴島善子（23年広州総領事）
- 小林麻紀（23年外務報道官・21年中南米局長・17年東京五輪組織委員会広報局長）
- 兒玉良則（23年ホノルル総領事）
- 野口泰（23年中南米局長・22年サンフランシスコ総領事・20年防衛省防衛政策局次長・17年サンパウロ総領事・15年宮崎県警察本部長）
- 山中修（24年シドニー総領事）